# Peng Xinyong
Peng Xinyong (chinesisch 彭新勇, * 20. Januar 1973) ist eine ehemalige Badmintonspielerin aus der Volksrepublik China.

## Karriere
Peng Xinyong wurde 1996 bei ihrer einzigen Olympiateilnahme Vierte im Mixed mit Chen Xingdong und Fünfte im Damendoppel mit Chen Ying. Mit Chen Xingdong gewann sie im gleichen Jahr auch die Polish Open. 1995 und 1996 siegten sie bei den China Open.

## Sportliche Erfolge
| Saison    | Veranstaltung | Disziplin   | Platz | Name                          |
| --------- | ------------- | ----------- | ----- | ----------------------------- |
| 1993/1994 | German Open   | Damendoppel | 1     | Peng Xinyong / Zhang Jin      |
| 1994      | Dutch Open    | Damendoppel | 1     | Peng Xinyong / Zhang Jin      |
| 1994      | Brunei Open   | Damendoppel | 1     | Peng Xinyong / Zhang Jin      |
| 1995      | Russian Open  | Damendoppel | 1     | Chen Ying / Peng Xinyong      |
| 1995      | China Open    | Mixed       | 1     | Chen Xingdong / Peng Xinyong  |
| 1995/1996 | Denmark Open  | Mixed       | 1     | Cheng Xingdong / Peng Xinyong |
| 1995      | Russian Open  | Mixed       | 1     | Chen Xingdong / Peng Xinyong  |
| 1996      | Polish Open   | Mixed       | 1     | Chen Xingdong / Peng Xinyong  |
| 1996      | Vietnam Open  | Damendoppel | 1     | Peng Xinyong / Zhang Jin      |
| 1996      | China Open    | Mixed       | 1     | Chen Xingdong / Peng Xinyong  |
| 1997      | Japan Open    | Mixed       | 3     | Chen Xingdong / Peng Xinyong  |